# آموزش علم، فناوری، جامعه و محیط زیست
آموزش علم، فناوری، جامعه و محیط زیست (به انگلیسی: Science, technology, society and environment education) (STSE) زیرشاخه ای از جنبش علم فناوری و جامعه (STS) در آموزش علوم است و از آن نشات می‌گیرد. این نگرش بر آموزش پیشرفت‌های علمی و فناوری در زمینه‌های فرهنگی، اقتصادی، اجتماعی و سیاسی تأکید دارد.
در این دیدگاه، دانش‌آموزان تشویق می‌شوند تا در مسائل مربوط به تأثیر علم بر زندگی روزمره شرکت کنند و تصمیمات مسئولانه‌ای در مورد چگونگی رسیدگی به چنین مسائلی بگیرند.
جنبش STS سابقه طولانی در اصلاحات آموزش علوم دارد و طیف وسیعی از نظریه‌ها را در مورد رابطه بین علم، فناوری و جامعه در بر می‌گیرد.
در طول بیست سال گذشته، کار پیتر فنشام، مدرس علم استرالیایی، به اصلاحات در آموزش علوم کمک شایانی کرده است. تلاش‌های فنشام شامل اهمیت دادن بیشتر به جنبش STS در برنامه درسی علوم مدرسه بود.
علت اصلی تلاش‌های او تضمین توسعه یک برنامه درسی علمی بود که در آن زمینه‌های اجتماعی-سیاسی و فرهنگی تدوین شده بود. از دیدگاه فنشام، این به آن معناست که دانش‌آموزان دیدگاه‌های متفاوتی در مورد مسائل مربوط به تأثیر علم و فناوری بر زندگی روزمره داشته باشند. آنها همچنین ارتباط اکتشافات علمی را درک می‌کنند، نه اینکه صرفاً به یادگیری نظریه‌ها و موضوعاتی که علمی هستند ولی در زندگی واقعی دانش آموزش حضور ندارد، بپردازند.
گرچه آموزش علوم در اواخر دهه ۱۹۷۰ دچار تغییرات شد، اما در دهه ۱۹۸۰ بود که در برنامه‌های درسی علوم، در زمینه‌های عمدتاً غربی، دیدگاه‌های STS جایگاه اصلی خود را پیدا کردند. این در زمانی رخ داد که مسائلی مانند آزمایش حیوانات، آلودگی محیط زیست و تأثیر روزافزون نوآوری‌های تکنولوژی بر زیرساخت‌های اجتماعی، شروع به ایجاد مشکلات و معضلات در زمینه‌های اخلاقی، اقتصادی و سیاسی کردند. همچنین در بین جوامع محققان، مربیان و دولت‌ها این نگرانی وجود داشت که ممکن است مردم رابطه بین علم و جامعه را درک نکنند. همچنین، نگرانی‌هایی درمورد وضعیت ضعیف سواد علمی در بین دانش‌آموزان وجود داشت. مربیان علوم شروع به حل این مشکل کردند که چگونه به دانش‌آموزان کمک کنند تا به شهروندان آگاه و فعال و همچنین دانشمندان، پزشکان و مهندسان آینده تبدیل شوند.
به همین دلیل، طرفداران جنبش STS خواستار اصلاحات و تغییراتی در آموزش علوم شدند تا دانش آموزان را آماده درک پیشرفت‌های علمی در زمینه‌های فرهنگی، اقتصادی، سیاسی و اجتماعی کند. دسترس‌پذیر و معنادار کردن علم برای همه دانش‌آموزان و مهم‌تر از همه، درگیر کردن دانش آموزان با موضوعاتی که در دنیای واقعی مهم هستند.

## اهداف STS
اهداف کلیدی STS عبارتند از:
- HI رویکردی میان رشته‌ای به آموزش علوم که در آن تلفیقی یکپارچه از جنبه‌های اقتصادی، اخلاقی، اجتماعی و سیاسی تحولات علمی و تکنولوژیکی در برنامه‌درسی علوم وجود دارد.
- مشارکت دادن دانش آموزان در بررسی انواع مسائل دنیای واقعی و پایه‌گذاری دانش علمی در چنین واقعیت‌هایی. در دنیای امروز، چنین مسائلی ممکن است شامل تأثیرات زیر بر جامعه باشد: گرمایش جهانی، مهندسی ژنتیک، آزمایش حیوانات، شیوه‌های جنگل زدایی، آزمایش‌های هسته ای و قوانین زیست محیطی، مانند قانون زباله اتحادیه اروپا یا پروتکل کیوتو.
- دانش آموزان را قادر می‌سازد تا درک انتقادی از رابط بین علم، جامعه و فناوری را فرموله کنند.
- توسعه ظرفیت‌ها و اعتماد به نفس دانش آموزان برای تصمیم‌گیری آگاهانه و اقدام مسئولانه برای رسیدگی به مسائل ناشی از تأثیر علم بر زندگی روزمره آنها.

هیچ تعریف واحدی برای آموزش STSE وجود ندارد. همان‌طور که قبلاً ذکر شد، STSE شکلی از STS است، اما تأکید بیشتری بر پیامدهای زیست‌محیطی پیشرفت‌های علمی و تکنولوژیکی دارد. در برنامه‌های درسی STSE, پیشرفت‌های علمی از انواع اقتصادی، زیست‌محیطی، اخلاقی، اخلاقی، اجتماعی و سیاسی مورد بررسی قرار می‌گیرند.
در بهترین حالت، آموزش STSE را می‌توان به صورت جنبشی تعریف کرد که تلاش می‌کند درک رابط بین علم، جامعه، فناوری و محیط‌زیست را به ارمغان آورد. هدف کلیدی STSE کمک به دانش‌آموزان برای درک اهمیت پیشرفت‌های علمی در زندگی روزمره و پرورش صدای شهروندی فعال است.

## ارتقاء سواد علمی
در طول دو دهه گذشته، آموزش STSE جایگاه برجسته‌ای در برنامه‌های درسی علوم بخش‌های مختلف جهان، مانند استرالیا، اروپا، بریتانیا و آمریکا به خود اختصاص داده است.
در کانادا، گنجاندن دیدگاه‌های STSE در آموزش علوم تا حد زیادی به عنوان نتیجه چارچوب مشترک نتایج یادگیری علوم، پروتکل پان کانادایی برای هم‌کاری در برنامه‌درسی مدارس مطرح شده است (۱۹۹۷). این سند نیاز به توسعه سواد علمی در ارتباط با درک روابط بین علم، فناوری و محیط‌زیست را برجسته می‌کند. با توجه به سواد علمی می‌تواند به چهار روش مختلف درک شود:
- فرهنگی: توسعه ظرفیت خواندن و درک مسائل مربوط به علم و فناوری در رسانه‌ها.
- سودمند: داشتن دانش، مهارت و نگرش که برای یک شغل به عنوان دانشمند، مهندس یا تکنسین ضروری هستند.
- دموکراتیک: گسترش دانش و درک علم برای گنجاندن رابط بین علم، فناوری و جامعه.
- اقتصاد: تنظیم دانش و مهارت‌هایی که برای رشد اقتصادی و رقابت مؤثر در بازار جهانی ضروری هستند.

با این حال، بسیاری از معلمان علوم باور دارند که آموزش STSE به عنوان بخشی از برنامه آموزش علوم دشوار است و حتی به هویت حرفه‌ای خود آسیب می‌رساند، دانش سنتی بر واقعیت‌های علمی استوار تمرکز دارد و نه مسائل فلسفی، سیاسی و اجتماعیمربیان متوجه می‌شوند که ارزش برنامه درسی علمی را بی‌ارزش می‌کنند.

## اهداف آموزشی
در زمینه آموزش STSE, اهداف تدریس و یادگیری عمدتاً معطوف به ایجاد مفاهیم فرهنگی و دموکراتیک سواد علمی است. در اینجا، طرفداران آموزش STSE استدلال می‌کنند که به منظور گسترش درک دانشجویان از علم و آمادگی بهتر آن‌ها برای شهروندی فعال و مسئولانه در آینده، حوزه آموزش علوم باید فراتر از یادگیری در مورد نظریه‌های علمی، حقایق و مهارت‌های فنی باشد؛ بنابراین، هدف اساسی آموزش STSE تجهیز دانشجویان به درک و ایجاد تحولات علمی و تکنولوژیکی در زمینه‌های فرهنگی، زیست‌محیطی، اقتصادی، سیاسی و اجتماعی آن‌ها است. برای مثال، دانش آموزان به جای یادگیری در مورد حقایق و نظریه‌های الگوهای آب و هوایی می‌توانند آن‌ها را در زمینه مسائلی مانند گرم شدن جهانی هوای کره زمین جستجو کنند. آن‌ها همچنین می‌توانند پیامدهای زیست‌محیطی، اجتماعی، اقتصادی و سیاسی قوانین مربوطه مانند پروتکل کیوتو را مورد بحث قرار دهند. تصور می‌شود که این امر یک بوم غنی‌تر، more و مرتبط را فراهم می‌کند که در آن تئوری‌ها و پدیده‌های علمی مربوط به الگوهای آب و هوایی را می‌توان بررسی کرد.
در اصل، هدف آموزش STSE توسعه مهارت‌ها و دیدگاه‌های زیر است:
- مسئولیت اجتماعی تفکر انتقادی و مهارت‌های تصمیم‌گیری توانایی تدوین تصمیمات اخلاقی و اخلاقی در مورد مسائل ناشی از تأثیر علم بر زندگی روزمره ما دانش، مهارت و اعتماد به نفس برای بیان نظرات و اقدام مسئولانه برای پرداختن به مسائل دنیای واقعی

## فرصت‌ها و چالش‌های آموزش STSE
اگرچه طرفداران آموزش و پرورش STSE به شدت بر مزایای آن در آموزش علوم تأکید دارند، اما مشکلات ذاتی در اجرای آن را نیز به رسمیت می‌شناسند. فرصت‌ها و چالش‌های آموزش STSE توسط هیوز (۲۰۰۰) و پدرتی و فوربز (۲۰۰۰) در پنج سطح مختلف بیان شده است:
ارزش‌ها و باورها: اهداف آموزش STSE ممکن است ارزش‌ها و باورهای دانش آموزان و معلمان را به چالش بکشد و همچنین دیدگاه‌های سنتی و فرهنگی در مورد پیشرفت‌های علمی و تکنولوژیکی را به چالش بکشد. دانش آموزان فرصت‌هایی را برای درگیر شدن به دست می‌آورند و عمیقاً تأثیر توسعه علمی را بر زندگی خود از دیدگاه انتقادی و آگاهانه بررسی می‌کنند. این امر به توسعه ظرفیت‌های تحلیلی و حل مسئله دانش آموزان و همچنین توانایی آن‌ها در تصمیم‌گیری آگاهانه در زندگی روزمره آن‌ها کمک می‌کند.
با برنامه‌ریزی و اجرای دروس آموزشی STSE, معلمان باید دیدگاهی متوازن از مسائل مورد بررسی ارائه دهند. این امر دانشجویان را قادر می‌سازد تا افکار خود را تنظیم کنند، به‌طور مستقل نظرات دیگر را کشف کنند و اعتماد به نفس خود را داشته باشند. معلمان همچنین باید محیط‌های درس ایمن و بدون قضاوت را پرورش دهند و همچنین باید مراقب باشند که ارزش‌ها و باورهای خود را بر دانش آموزان تحمیل نکنند.
دانش و درک: ماهیت میان رشته‌ای آموزش STSE نیازمند تحقیق و جمع‌آوری اطلاعات از منابع مختلف است. در عین حال، معلمان باید درک صحیحی از مسائل از رشته‌های مختلف - فلسفه، تاریخ، جغرافیا، مطالعات اجتماعی، سیاست، اقتصاد، محیط‌زیست و علوم - ایجاد کنند. این امر به گونه‌ای است که دانش آموزان می‌توانند به‌طور مناسب به آن‌ها اجازه دهند تا به‌طور مؤثر در بحث‌ها، بحث‌ها و فرآیندهای تصمیم‌گیری درگیر شوند.
این کار مشکلات را افزایش می‌دهد. بیشتر معلمان علوم در زمینه خاصی از علم تخصص دارند. فقدان زمان و منابع ممکن است بر این تأثیر بگذارد که معلمان و دانش آموزان از دیدگاه‌های مختلف چگونه می‌توانند مسائل را بررسی کنند. با این حال، یک رویکرد چند رشته‌ای به آموزش علوم به دانش آموزان امکان می‌دهد تا دیدگاه گرد تری در مورد مشکلات و فرصت‌هایی که علم در زندگی روزمره ما ارائه می‌دهد، کسب کنند.
رویکرد آموزشی: بسته به سطوح تجربه معلم و آسایش، از روش‌های مختلف آموزشی مبتنی بر سازه گرایی می‌توان برای آموزش STSE در کلاس استفاده کرد. هآموزش‌هایی که در کلاس‌های درس STSE استفاده می‌شود، باید دانش آموزان را از سطوح مختلف درک به منظور توسعه توانایی‌های و اعتماد به نفس خود برای بررسی انتقادی مسائل و انجام اقدامات مسئولانه در نظر بگیرند.
معلمان اغلب با چالش تبدیل شیوه‌های کلاسی از رویکردهای تکلیف محور به به رویکردهایی که بر توسعه درک دانش‌آموزان و انتقال عاملی برای یادگیری به دانش‌آموزان تمرکز دارند، مواجه هستند.